# 브렛 하트
브렛 서지언트 하트(Bret Sergeant Hart, 1957년 7월 2일 ~ )는 캐나다의 프로레슬링선수다. 아버지와 동생, 형제도 모두 프로레슬링선수로 활약하였다. 1978년에 프로레슬링에 입문했으며 2010년에 빈스 맥맨과의 대립을 끝내고 서로 화해하며 은퇴하였다. 피니쉬는 그의 시그네이처 격인 '샤프 슈터'로 사용을 하였다.

## 가족
캐나다인 프로레슬링선수 스튜 하트의 여덟째, 6남으로 1957년 7월 2일에 태어났다. 12남매중 막내동생인 오웬 하트, 매형인 짐 네이드하트, 매제 데이비드 보이 스미스, 조카 해리 스미스, 나탈리아 나이드하트로 구성되어 있다.

## 신체 사항
키 182.8cm
몸무게 106.5kg

## 수상
- NWA 인터내셔널 태그팀 챔피언 (캘거리 버전) 5회 - 케이스 하트 (4회) , 레오 버크 (1회)
- Stampede 브리티쉬 커먼윌스 미드-헤비웨이트 챔피언 3회
- Stampede 북부 아메리칸 헤비웨이트 챔피언 6회
- Stampede 레슬링 명예의 전당 헌액자
- UWP 캐리비안 태그팀 챔피언 1회 - 스미스 하트
- WWE 챔피언 5회
- WWE 인터콘티넨탈 챔피언 2회
- WWE 월드 태그팀 챔피언 (구 버전) 2회 - 짐 네이트하트
- WWE 유나이티드 스테이츠 챔피언 1회
- WWE 킹 오브 더 링 1991, 1993 우승
- 1994년 로얄 럼블 우승 - 렉스 루거
- WWE 역사상 두 번째 3관왕
- WCW 월드 헤비웨이트 챔피언 2회
- WCW 유나이티드 스테이츠 챔피언 4회
- WCW 월드 태그팀 챔피언 1회 - 골드버그
- WCW 역사상 다섯 번째 3관왕
- 역대 최초 양대 메이저 3관왕 달성
- WWE 명예의 전당 헌액자 (2006년)